# فلینتبک
فلینتبک (به آلمانی: Flintbek) یک شهر در آلمان است که در رندسبورگ-اکرنفورده واقع شده‌است. فلینتبک ۷٬۱۷۶ نفر جمعیت دارد.